# Francesca Fagnani
Francesca Fagnani (Roma, 25 de noviembre de 1976) es una periodista y presentadora de televisión italiana.

## Biografía
Nació en Roma el 25 de noviembre de 1976. Se graduó con honores en literatura moderna en la Universidad La Sapienza de Roma. En 2001 se unió a la Rai y se mudó a Nueva York donde hizo conexiones con las noticias de Rai 1 y Rai 2. En 2004 se inscribió en el registro de periodistas italianos y comenzó a escribir para La Repubblica, un periódico italiano. Desde 2006 participa en el programa de televisión Annozero de Michele Santoro donde era reportero de política y actualidad, pero la fama le llegó unos años después, en 2010, cuando comenzó a realizar investigaciones sobre el crimen organizado y la mafia. Desde 2018 conduce Belve, un insólito programa en Rai 2, donde entrevista a grandes personajes del cine, la política y la televisión, haciéndoles preguntas incómodas e irreverentes. En este programa entrevistó a grandes nombres, como la Premier Giorgia Meloni, Monica Guerritore, Asia Argento y altros. En 2023 fue coanfitriona de la segunda noche del Festival de la Canción de San Remo, el festival de música italiano más importante. Está comprometida con el periodista Enrico Mentana desde 2013.